# دما-آب‌نگار

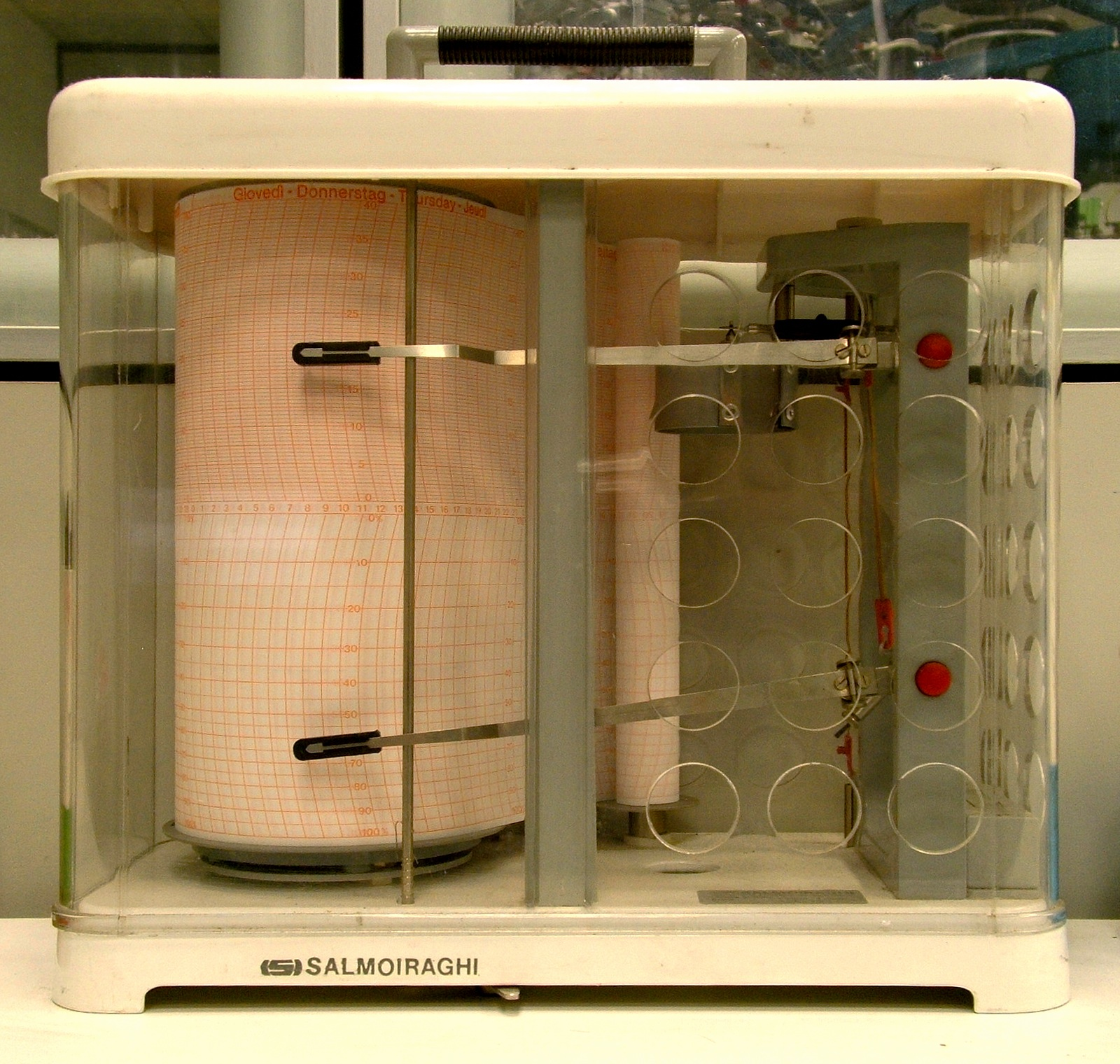
یک دما-آب‌نگار.

دما-آب‌نگار نوعی دستگاه ثبت‌کننده نمودار گرافیکی است که برای اندازه‌گیری و ثبت دما و رطوبت (یا نقطه شبنم) به‌کار می‌رود.
دستگاه‌های مشابهی که تنها دما را اندازه‌گیری و ثبت می‌کنند دمانگار و دستگاه‌هایی که برای اندازه‌گیری و قبت میزان رطوبت استفاده می‌شوند آب‌نگار نامیده می‌شوند. 
دمانگارها معمولاً میله کوچکی دارند که دماها هوا را بر روی یک استوانه چرخنده رسم می‌کند. این میله در انتهای یک اهرم قرار گرفته‌است. این اهرم توسط یک نوار دوفلزی کنترل می‌شود که فلز آن به تغییرات دما حساس است و با این تغییرات خم می‌شود.